# Regno Zulu
Il Regno Zulu, a volte chiamato Impero Zulu, è stato un regno sviluppatosi all'interno del Sudafrica attuale nel XIX secolo grazie all'opera di Shaka Zulu. Il Regno Zulu divenne noto in occidente a causa delle guerre contro i colonialisti britannici. Le regole per la successione nella monarchia Zulù erano assai imprecise, ma per tradizione diviene re il primo figlio della Grande moglie; il re poteva decidere in qualunque momento quale sia la Grande moglie e anche cambiare idea.

## Shaka
Shaka Zulu era uno dei figli illegittimi di Senzangakona, capo degli zulu. Nato verso il 1787, la madre, Nandi, venne esiliata insieme a lui da Senzangakona. Il giovane Shaka divenne un guerriero dei mthethwa, un clan a cui gli zulu pagavano un tributo, dove la madre aveva trovato rifugio, sotto il capo Dingiswayo. Alla morte di Senzangakona, Dingiswayo sostenne il giovane Shaka nel suo tentativo di divenire il capo degli zulu. Shaka riuscì nel suo intento e fu capace di estendere il suo controllo su di un vasto territorio, inglobando clan avversari e spingendo altri popoli fuori dai loro territori ancestrali. Tutto ciò gli fu possibile grazie a svariate innovazioni sul campo militare, come l'introduzione dell'iklwa, una tipologia di lancia a corta gittata ideata, si dice, da lui stesso, e la cosiddetta formazione di battaglia dei corni di bufalo. Internamente, stabilizzò e pacificò numerose delle tribù assoggettate tramite riforme sociali, creando uno stato autoritario centralizzato.

## Dingane
Nel 1828, probabilmente in settembre, Dingane e Mhlangana, due fratellastri di Shaka, riuscirono nel loro intento di ucciderlo. Dingane poi si disfece di Mhlangana e salì al trono quale re indiscusso degli Zulu. Dingane fece uccidere molti dei sostenitori di Shaka e non risparmiò i suoi stessi fratelli. L'unico che sfuggì alla persecuzione fu il fratellastro Mpande, considerato inoffensivo.
Nell'ottobre 1837, i voortrekker (boeri che avevano lasciato la Colonia del Capo per fondare nuove repubbliche lontane dal controllo inglese) guidati da Piet Retief arrivarono nelle vicinanze del territorio zulu. Dopo aver patteggiato con Dingane per ottenere delle terre, un migliaio di voortrekkers lasciarono l'Orange Free State ed entrarono nella regione del Natal.
Dingane chiese a Retief di recuperare per lui del bestiame che gli era stato rubato da un capo locale. Retief e i suoi uomini riportarono il bestiame all'accampamento reale il 3 febbraio 1838. Il giorno dopo, Dingane e Retief firmarono un accordo con cui i territori a sud del fiume Tugela fino al fiume Mzimbuvu venivano ceduti ai boeri. Il 6 febbraio, gli zulu invitarono Retief e i suoi uomini ad una danza durante la quale i boeri vennero catturati e uccisi sulla collina di kwaMatiwane. I guerrieri zulu attaccarono subito dopo il campo principale dei voortrekker sterminando donne e bambini.
I sopravvissuti elessero Andries Pretorius come loro leader. Il 16 dicembre 1838 l'esercito di Dingane attaccò i boeri che si erano riparati in un'ansa del fiume Tugela. Gli zulu vennero vinti in quella che divenne famosa come la battaglia di Blood River (battaglia del fiume insanguinato). Questa vittoria venne subito usata dai boeri come dimostrazione che Dio era dalla loro parte, e poco dopo questi fatti fondarono una nuova repubblica, ovvero la Repubblica di Natalia, che tuttavia ebbe vita breve a causa dell'espansionismo inglese. Dingane fuggì verso l'attuale Swaziland dove venne ucciso dalle truppe fedeli a Mpande, che divenne il nuovo capo degli zulu.

## Mpande
Era l'ultimo dei fratelli di Shaka e Dingane ancora in vita. Sempre considerato un debole dai suoi fratelli, fu l'unico a sfuggire alla totale eliminazione dei possibili pretendenti al trono decisa da Dingane. Quando il re zulù ordinò al suo capo induna Ndlela kaSompisi di assassinarlo, questi rimandò ripetutamente l'esecuzione, essendosi accorto che Mpande era l'unico dei fratelli ad avere avuto dei figli, che Ndlela considerava decisivi per la continuazione della linea di sangue e, conseguentemente, per la stabilità della nazione Zulù. A causa di questa sua decisione Ndlela fu torturato e successivamente messo a morte dal sovrano.
Nel gennaio del 1840 il capo dei boeri Andries Pretorius decise di aiutare Mpande nella sua ribellione contro il fratellastro Dingane. Il sovrano rimase ucciso durante una spedizione a nord, nella foresta di Hlatikhulu. Dopo la morte di Dingane, i boeri guidati da Pretorius dettero vita alla Repubblica di Natalia, che confinava con la colonia di Port Natal (oggi Durban). Boeri e zulu convissero in pace. La guerra eruppe però tra boeri e inglesi nel 1842. Gli inglesi ebbero la meglio e presto annessero la repubblica boera. Mpande si alleò con i nuovi uomini forti e riuscì a trovare un modus vivendi per la sua gente. Nel 1843, Mpande colpì violentemente i dissidenti nella sua regione. Molti vennero messi a morte e migliaia di zulu scapparono nelle regioni vicine. Mpande ordinò ai suoi guerrieri di razziare il bestiame che i rifugiati si erano portato appresso. Nel 1853, Mpande invase lo Swaziland ma dovette ritornare sui suoi passi grazie alle pressioni inglesi. Fu in questo periodo che Cetshwayo e Mbuyazi, figli di Mpande, iniziarono a lottare per la successione.
La successione a Mpande fu decisa da una battaglia tra i due contendenti, il figlio maggiore Cetshwayo e quello minore, Mbulazi. Il re favoriva l'ascesa al trono del figlio minore, Mbulazi, considerato il suo preferito, ma la lotta intestina vide come vincitore Cetshwayo. Nel 1856 Mbuyazi morì durante una battaglia tra i suoi guerrieri e quelli del fratello. La successione al trono non avvenne subito, Mpande mantenne il titolo di re per un altro anno, fino alla sua morte, sebbene Cetshwayo esercitasse l'effettivo governo del paese.

## Cetshwayo

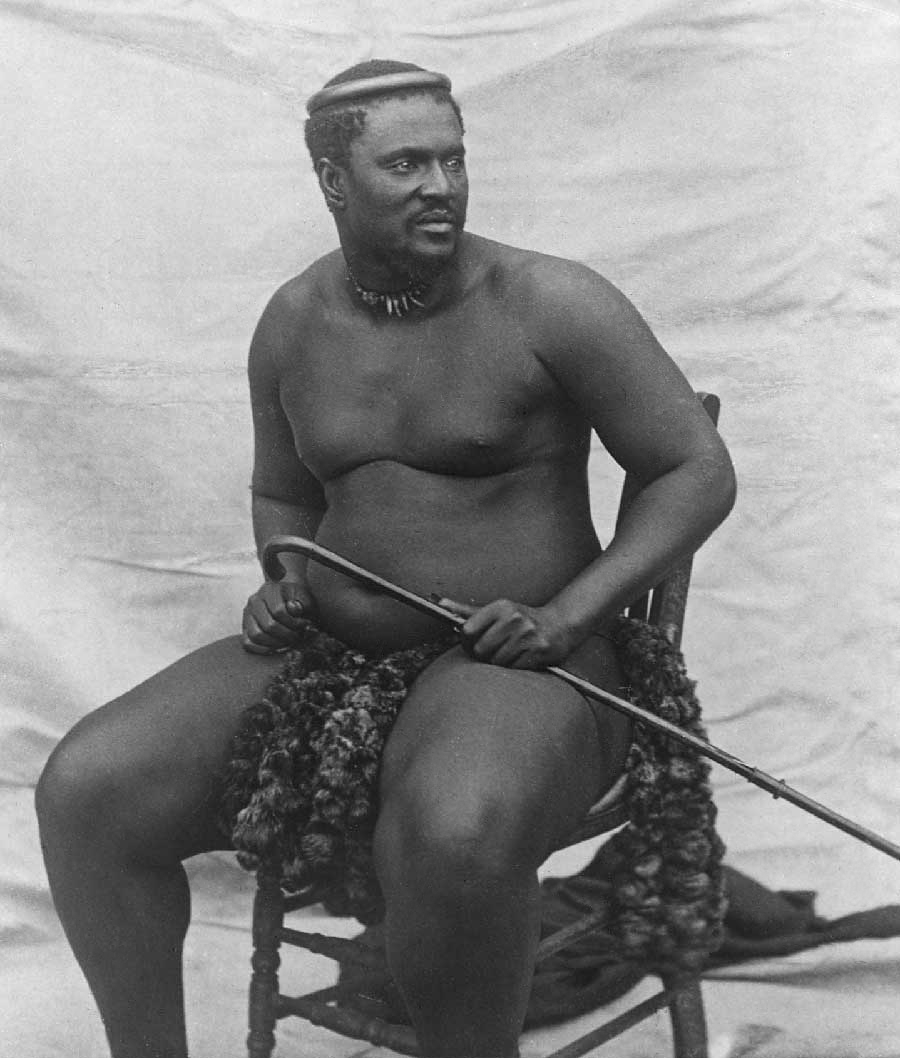
Cetshwayo, all'incirca nel 1875

Alla morte di Mpande, nel 1873, Cetshwayo gli subentrò alla guida degli zulu. Egli venne incoronato re il 1º settembre 1873. Uno degli altri fratelli ancora in vita, Umtonga, poteva rivelarsi un potenziale rivale e Cetshwayo lo sapeva bene. Infatti nel 1861 Umtonga era già fuggito dallo Zululand trovando rifugio presso i Boeri. Per riaverlo indietro Cetshwayo dovette avviare delle trattative con loro. Nel 1865 Umtonga rifece la stessa cosa, convincendo Cetshwayo che egli avrebbe potuto destituirlo, così come suo padre aveva fatto con il proprio predecessore Dingane.
Alla morte di Mpande Cetshwayo, come tradizione, fondò una nuova capitale per la nazione zulù, chiamandola Ulundi ("il luogo alto" in lingua zulù). Il suo regno fu subito improntato al ripristino di molte delle usanze di Shaka, al potenziamento dell'esercito, ampliato a quasi 60.000 uomini e dotato dei primi fucili inglesi. Come ulteriore misura fece allontanare i missionari europei dalla terra degli Zulù. Quando scoppiò la guerra con gli inglesi, che Cetshwayo fece di tutto per evitare, il regno degli zulù era all'apice della propria potenza militare e territoriale.

## L'esercito zulu al tempo di Cetshwayo
L'esercito degli zulu non era la tipica accozzaglia di barbari descritti dalla stampa inglese, ed all'epoca della guerra del 1879 disponeva di quasi 40.000 effettivi. Fu il re Shaka, attorno al 1820, a creare l'organizzazione militare degli Zulù (o amaZulù, che significa "popolo del cielo"). Innanzitutto completò la riorganizzazione dei reggimenti per età, iniziata da Dingiswayo, capo della tribù Mtetwa, trasformandoli in unità inquadrate in un'armata permanente, l'impì. Ai soldati che ne facevano parte fu fatto obbligo di risiedere in caserme separate dal resto del villaggio, restando celibi dai 18 ai 35/40 anni. Anche le donne in età fertile furono irregimentate. I soldati furono resi altamente mobili attraverso continue marce forzate. Un guerriero dai piedi induriti dal continuo esercizio poteva arrivare a percorrere anche 50 miglia al giorno.
Re Shaka costruì anche basi logistiche fortificate (kraals) ed avamposti militari (amakhanda). Allo scoppio delle ostilità con gli inglesi il comando operativo venne affidato al settantenne principe Ntshingwayo kaMaholr Khozab, veterano delle guerre del re Shaka, mentre l'esercito era suddiviso in dodici divisioni (o izimpi) principali:
- divisione uSIXEPI con i reggimenti SAME (creato da Shaka, età dei guerrieri 80 anni) e NOKENKE (creato da Digane, età dei guerrieri 30 anni, forza disponibile 2.000 uomini)
- divisione umBELEBELE con i reggimenti umHLANGA (creato da Mpande, età dei guerrieri 28 anni, forza effettiva 1.000 uomini)e SAME (creato da Shaka, età dei guerrieri 70 anni)
- divisione uMHLAMBONGWENYA con i reggimenti umXAPO (creato da Mpande, età dei guerrieri 35 anni, forza effettiva 1.000 uomini) e SAME (creato da Shaka, età dei guerrieri 75 anni)
- divisione uDUKUZA con i reggimenti IQWA (creato da Mpande, età dei guerrieri 35 anni, forza effettiva 500 uomini) e SAME (creato da Shaka, età dei guerrieri 73 anni)
- divisione BULAWAYO con i reggimenti SAME (creato da Shaka, età dei guerrieri 70 anni, forza non disponibile) e NSUGARNGENI (creato da Mpande, età dei guerrieri 35 anni, forza disponibile 1.000 uomini).
- divisione uDLAMBEDHLU con i reggimenti SAME (creato da Dingane, età dei guerrieri 68 anni, forza non disponibile), NGWAKWE (creato Mpande, età dei guerrieri 55 anni, forza disponibile 1.000 uomini) e NGULUBI (creato da Mpande, età dei guerrieri 55 anni, forza disponibile 500 uomini).
- divisione NODWENGU con i reggimenti umKHLULUTSHANE (creato da Dingane, età dei guerrieri 64 anni, forza non disponibile),umSIKABA (creato da Mpande, età dei guerrieri 54 anni, forza disponibile 500 uomini), uDUDUDU (crato da Mpande, età dei guerrieri 35 anni, forza disponibile 1.500 uomini), iMBUBE (creato da Mpande, età dei guerrieri 35 anni, forza disponibile 500 uomini), isANGQU (creato da Mpande, età dei guerrieri 54 anni, forza disponibile 1.500 uomini).
- divisione uNDI con i reggimenti uTHULWANA (creato da Mpande, età dei guerrieri 45 anni, forza disponibile 1.500 uomini), NKONKONE (creato da Mpande, età dei guerrieri 43 anni, forza disponibile 500 uomini),iNDLONDLO 8creato da Mpande, età dei guerrieri 43 anni, forza disponibile 900 uomini), inDLUYENGWE (creato da Mpande, età dei guerrieri 28 anni, forza disponibile 1.000 uomini), inGOBAMAKHOSI (creato da Cetshwayo, età dei guerrieri 24 anni, forza disponibile 6.000 uomini).
- divisione uDHLOKO con i reggimenti SAME (creato da Mpande, età dei guerrieri 40 anni, forza disponibile 2.500 uomini) e amaKWENKE (creato da Mpande, età dei guerrieri 29 anni, forza disponibile 1.500 uomini).
- divisione umCIJO con i reggimenti SAME (creato da Mpande, età dei guerrieri 28 anni, forza disponibile 2.500 uomini), unQATAMATYE (creato da Mpande, età dei guerrieri 30 anni, forza disponibile 5.000 uomini), uMTULISAZWI (creato da Mpande, età dei guerrieri 29 anni, forza disponibile 1.500 uomini).
- divisione uVE con i reggimenti SAME (creato da Cetshwayo, età dei guerrieri 23 anni, forza disponibile 3.500 uomini) e uMZINYATI (creato da Mpande, età dei guerrieri 43 anni, forza disponibile 500 uomini).
- divisione umBONAMBI con i reggimenti SAME (creato da Mpande, età dei guerrieri 32 anni, forza disponibile 1.500 uomini) e AMASHUTU (creato da Mpande, età dei guerrieri 32 anni, forza disponibile 500 uomini).

Ulteriori tre reggimenti indipendenti (amabutho) vennero creati poco prima della battaglia finale di Ulundi nel tentativo di ripianare le pesanti perdite patite dall'armata zulù durante la prima fase delle operazioni. Si trattava degli amabutho uMXHAPO, INSUKAMNGENI E iQWA formati da inesperti coscritti, che comunque furono impiegati durante la battaglia, il 2 giugno 1979.
Il corpo d'armata principale, forte di circa 22.000 guerrieri, era suddiviso in due divisioni (o izimpi) su tre reggimenti (che disponevano di quattro battaglioni o ibutho), più altri sei reggimenti indipendenti (amabutho).
- La divisione uNODWENGU era comandata dal giovane principe ereditario Mavumengwana kaMdlela, che disponeva dei reggimenti uDUDUDU, iMBUBE e isANGQU, con 3.500 effettivi.
- La divisione di riserva uNDI, al comando del fratello del Re, il principe Dabulamazi kaMpande, disponeva dei reggimenti uTHULWANA, iNDLONDLO E iNDLUYENGWE, per 3.400 effettivi.
- I reggimenti autonomi KHANDEMPEVMU, uMBONAMBI, uDLOKO, iNGOBAMAKHOSI, uVE e uNOKHONKE, tratti da altre unità, disponevano di 15.000 guerrieri.

Si trattava di unità molto efficienti, con grande spirito di corpo e capacità di sacrificio, che avrebbero soddisfatto anche il generale Giorgio di Hannover Duca di Cambridge, il più tradizionalista comandante inglese dell'epoca. La maggioranza dei guerrieri zulu era armata con armi bianche: l'iklwa, sorta di lancia dalla lama di ferro lunga 45 centimetri e larga quattro, facilmente brandeggiabile grazie al manico lungo 70–80 cm, e la ingikawe (assegai o zagaglia), tipica lancia da getto. Altre armi più tradizionali erano asce di pietra, asce di metallo o mazze di legno indurito dal fuoco (le iwisa). Per la difesa il guerriero poteva scegliere tra l'umbumbuluzu (scudo ovale di pelle di mucca disegnato da Shaka ed alto circa un metro), e il più pesante isihlangu. Quasi sconosciute le armi da fuoco, arrivate in buona quantità nello Zululand solo dopo il 1860, ad opera del commerciante John Dunn che aveva appoggiato nella sua scalata al potere Cetshwayo.
Anteriormente allo scoppio delle ostilità si pensava che i guerrieri zulu non disponessero di armi da fuoco, scoprendo più tardi che l'esercito zulu disponeva prima del conflitto di circa 10.000 tra vecchi moschetti Brown Bess e moderni fucili Martini-Henry. Durante la guerra del 1879, però, Cetshwayo poté disporre di un limitato numero di fucilieri inquadrati nell'esercito.

## Tramonto del regno
Il 1º dicembre 1878 gli inglesi iniziarono la loro offensiva per conquistare il territorio controllato da Cetshwayo. Quel giorno, un gruppo di rappresentanti della colonia inglese incontrò un consiglio di anziani capi rappresentanti il re. Gli inglesi emisero un ultimatum chiedendo al re di sciogliere l'esercito e riconoscere la supremazia inglese. L'ultimatum non venne accettato da Cetshwayo. Dopo poche settimane gli inglesi attraversarono il Tugela, che fungeva da confine tra la colonia inglese e il regno zulu. I due eserciti si scontrarono a Isandlwana il 22 gennaio 1879, la battaglia terminò con la schiacciante vittoria zulu. Gli inglesi però riuscirono a cambiare le sorti del conflitto dapprima fermando gli zulù con la battaglia di Rorke's Drift e poi sconfiggendoli definitivamente con quella di Ulundi (4 luglio 1880).
Il re Cetshwayo venne catturato, dopo essere fuggito dalla propria capitale, nell'agosto dello stesso anno e esiliato a Città del Capo. Gli inglesi divisero il regno in tredici regioni, divise a loro volta in province guidate da capi locali. Presto iniziò una vera lotta intestina per il controllo delle varie province. Cetshwayo venne portato in Inghilterra dove incontrò la regina Vittoria e altre personalità.
Nel 1883, Cetshwayo venne rimesso sul trono dagli inglesi, ma il territorio a lui affidato era alquanto ridotto rispetto al regno originale. Pochi mesi dopo il suo ritorno, il re venne attaccato da Zibhebhu, uno dei 13 principi posti a capo delle regioni che formavano il regno. Cetshwayo fu ferito durante la battaglia di Ulundi e morì nel gennaio 1884. Il figlio Dinuzulu divenne re a soli 15 anni di età.

## Dinuzulu

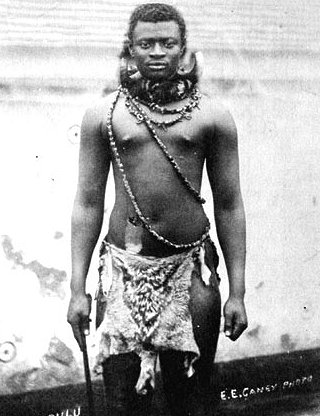
Foto di Dinzulu durante la guerra civile del 1883-1884.

Dinuzulu continuò la guerra contro Zibhebhu con l'aiuto di mercenari boeri guidati da Louis Botha. Dinuzulu ebbe la meglio contro i ribelli e, mantenendo fede alla sua parola, dette ai boeri vasti territori da coltivare. I boeri proclamarono una nuova repubblica, provocando così l'intervento inglese. Nel 1887 gli inglesi annessero il territorio zulu alle loro colonie sudafricane. Nel 1906 Dinuzulu venne condannato per la sua presunta partecipazione alla ribellione contro la potenza coloniale e mandato sull'isola di Sant'Elena in esilio. Quando le colonie e territori inglesi dell'Africa australe vennero unificati nell'Unione del Sudafrica, Louis Botha ne divenne il Primo ministro. Botha fece tornare Dinuzulu in Sudafrica e gli permise di passare gli ultimi anni della sua vita in Transvaal, dove morì nel 1913.
Solomon kaDinuzulu, figlio maggiore di Dinuzulu, non venne riconosciuto quale re degli zulu dalle autorità sudafricane. I capi locali, però, si mostrarono sempre sottomessi alla sua autorità. Nel 1923 Solomon fondò l'organizzazione Inkatha YaKwaZulu per sostenere il suo ruolo regale. Il figlio di Solomon, Cyprian Bhekuzulu, venne riconosciuto come capo supremo della nazione Zulu nel 1951. L'Inkatha YaKwaZulu perse importanza col tempo, finché non venne rinnovata da Mangosuthu Buthelezi, allora ministro del bantustan KwaZulu nel Sudafrica dell'apartheid, nei primi anni settanta. Era ormai tardi per rinnovare un regno che era stato ormai smantellato dalle strutture del nuovo Sudafrica.